# زوزانا هینووا
زوزانا هینووا (انگلیسی: Zuzana Hejnová؛ زادهٔ ۱۹ دسامبر ۱۹۸۶) دونده زن دو سرعت اهل جمهوری چک است.
وی در مسابقات کشوری و بین‌المللی در مجموع برندهٔ ۳ مدال طلا، ۲ مدال نقره، ۴ مدال برنز شده‌است.